# Opisthocentrus
Genre
Synonymes
- Blenniophidium Boulenger, 1893

Opisthocentrus est un genre de poissons à nageoires rayonnées de la famille des Stichaeidae.

## Liste des espèces
Selon FishBase (1 mars 2014) :
- Opisthocentrus ocellatus (Tilesius, 1811)
- Opisthocentrus tenuis Bean & Bean, 1897
- Opisthocentrus zonope Jordan & Snyder, 1902

## Taxinomie
Opisthocentrus Pocock, 1893 nec Kner, 1868 est un synonyme de Opisthacanthus.

## Publication originale
- Kner, 1868 : Über neue Fische aus dem Museum der Herren Johann Cäsar Godeffroy & Sohn in Hamburg. (IV. Folge). Sitzungsberichte der Kaiserlichen Akademie der Wissenschaften. Mathematisch-Naturwissenschaftliche Classe, vol. 58, no 1/2, p. 26-31.